# Chorvatské jaro

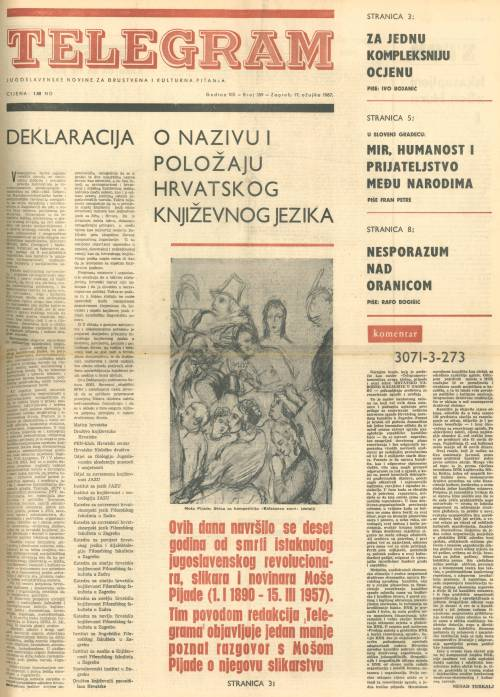
Deklarace

Chorvatské jaro (chorvatsky Hrvatsko proljeće, kolokviálně i MASPOK (masovni pokret, doslova masové hnutí)) byl liberalizační proces v Socialistické republice Chorvatsko v období titoistické Jugoslávie. Odehrálo se na přelomu 60. a 70. let 20. století a vyvrcholilo v letech 1971/72, kdy bylo tvrdě potlačeno. Vzhledem k tomu, že se jednalo o protest proti stávajícím poměrů v komunistické zemi, ne nepodobném tomu v Československu kolem roku 1968, ujalo se pro něj označení přímo odvozené od Pražského jara.
Chorvatské jaro však principiálně naráželo na zcela jiné problémy, než byla liberalizace společensko-politických poměrů v tehdejším Československu. Do vedení Svaz komunistů Chorvatska (SKH) se v druhé polovině 60. let dostali lidé (Savka Dabčević-Kučar, Miko Tripalo, Pero Pirker, Ivan Šibl, Dragutin Haramija aj.), kteří neměli zkušenost partyzánského boje za druhé světové války a jejich představy o rozvoji socialismu kolidovaly s vizemi starších komunistů v čele s Titem.
Chorvatské politické vedení a kulturní elita tehdy artikulovaly myšlenku větších práv jednotlivých republik federace, rozporovaly existenci společného srbochorvatského jazyka, jakož i výsadní postavení Svazu komunistů Jugoslávie na úkor republikových centrál.
Matice chorvatská již roku 1967 vydala Deklaraci o názvu a postavení chorvatského spisovného jazyka (chorvatsky Deklaracija o imenu i položaju hrvatskog književnog jezika), kterou chtěla dát najevo otevřený nesouhlas s unifikačními snahami v jazykové oblasti. Z chorvatského pohledu tehdejší standardizace srbochorvatštiny (na principech Novosadské dohody z roku 1954) probíhala na úkor chorvatské jazykové tradice a neúměrně zvýhodňovala její srbskou komponentu.
Tato myšlenka se netýkala pouze Chorvatů, bezprostředně totiž zpochybňovala postavení srbské menšiny v Chorvatsku, stejně jako za existence fašistického Nezávislého státu Chorvatsko. Prezident Tito, stejně jako Svaz komunistů Jugoslávie, proto celou záležitost ostře odsoudil. Svaz komunistů Chorvatska se zprvu stavěl proti Deklaraci, avšak značná část vedení strany se později přidala na stranu Matice. Jako důkaz solidarity s novým hnutím začala řada lidí žádat o členství v Matici, takže jejich počet vzrostl během několika let více než desetinásobně. Nejvíc se však bouřili studenti, kteří vyšli do ulic. Tak silný a nacionalistický proud se nevynořil hned, ale rostl postupně, již od liberalizačních změn, které v Jugoslávii probíhaly na konci 60. let. V Chorvatsku se tak poprvé podařilo zajistit názorovou jednotu mezi veřejností a komunistickou stranou. Chorvatští komunisté Bělehrad informovali, že se nejedná v žádném případě o nacionalismus, nýbrž o všelidovou účast na reformách jugoslávského systému. Josip Broz Tito dlouhou dobu záležitosti nevěnoval pozornost. K zákroku se rozhodl až poté, kdy byl informován, že celonárodní shromáždění začínají již získávat protisocialistický ráz. Tehdejší komunistický režim proto nechal vůdce hnutí pozatýkat (několik set lidí, další byli vyloučeni z komunistické strany) a na sjezdu SKJ v Karađorđevu v prosinci 1971 personálně obměnil vedení Svaz komunistů Chorvatska tak, aby hlavní roli měli odpůrci masového hnutí. Pak následoval vojenský zásah, neboť politické změny ve vedení chorvatské komunistické strany vyvolaly v Záhřebu a dalších chorvatských městech ohromnou vlnu nevole.
Nacionalisté získali živnou půdu také v ekonomické oblasti. Jejich argumenty byly založeny na myšlence, že do Chorvatska se investuje v porovnání s ostatními republikami federace nedostatečně a pokud vůbec, tak se jedná o zcela nerentabilní investice. Podobně jako v případě Slovinska a silniční aféry, která se odehrála ve víceméně stejnou dobu, byly hlavním zdrojem kritiky přesuny peněz na projekty v méně rozvinutých oblastech Jugoslávie a také v Bělehradu, který byl hlavním městem, a tudíž se tam soustřeďovalo nejvíce kapitálu.

## Národní obrození
Tradiční chorvatské vlastenecké písně – některé z nich zakázané – se staly znovu populárními. Nejoblíbenějším a zároveň nejkontroverznějším zpěvákem těchto písní v té době byl Vice Vukov. Lijepa naša domovino se znovu začala používat jako vlastenecká píseň, když byla v Záhřebské katedrále umístěna pamětní deska uctívající šlechtice zapojené do Wesselényiho spiknutí v 17. století. Opera Nikola Šubić Zrinski, vyprávějící o obléhání Szigetváru v 16. století, byla při každém uvedení v Chorvatském národním divadle v Záhřebu beznadějně vyprodaná. Obrazy Otona Ivekoviće (1869–1939), zobrazující události z chorvatské historie, se staly velmi populárními.
Historický chorvatský šachovnicový znak se stal známým symbolem, který si mladí lidé přišívali na bundy a barety nebo jej lepili jako nálepky na čelní skla aut. V roce 1969 byl začleněn do klubového znaku fotbalového týmu Dinamo Záhřeb. I když jugoslávská vlajka byla stále vyvěšována, vždy byla spárována s chorvatskou. Ta se však používala i samostatně a v Chorvatsku početně převyšovala jugoslávskou vlajku v poměru deset ku jedné.

## Dozvuky
Jugoslávský komunistický režim se velice obával případného návratu myšlenek Chorvatského jara, které se ukázaly jako velice populární. Proto čas od času převážně chorvatští komunisté či místní noviny, které byly spřízněny s různými socialistickými organizacemi, vydávaly odsuzující články o tom, jak se celá řada Chorvatů nechala svést „feudálně-nacionalistickým“ hnutím, jehož představitelům byla bližší „košile nežli kabát“. Jako klíčová byla zmiňována úloha Josipa Broze Tita jako člověka, který dokázal „kontrarevoluci“ úspěšně zastavit.
Ke konci 80. let začaly spolu s rozpadem mocenského monopolu svazu komunistů Jugoslávie vyvstávat otázky, zda se lidé kolem MASPOKu nevrátí opět do společenského života a zda nemá dojít k rehabilitaci myšlenek hnutí. Nárůst vlivu Slobodana Miloševiće v Srbsku a posléze v dalších republikách vyvolal v Chorvatsku značné obavy ze srbské dominance ve společném státě, což ještě více povzbudilo bývalé členy hnutí k tomu, aby se opět angažovali v politických aktivitách.
V roce 1990 se v souvislosti s oslabováním jugoslávské federace společný jazyk formálně rozpadl. Chorvati vydali svojí „Gramatiku chorvatského jazyka“, čímž vyjádřili jasný záměr, že již nechtějí mít se Srby společný jazyk, ale vytvořit si vlastní standard.